# دانتي كانينغهام
دانتي كانينغهام (بالإنجليزية: Dante Cunningham)‏ مواليد 22 أبريل 1987، هو لاعب كرة سلة أمريكي يلعب مع فريق نيو أورلينز بيليكانز في الرابطة الوطنية لكرة السلة ويحمل الرقم 44. يبلغ طوله 6 قدم 8 بوصة (2.0 م).

## فرق لعب لها
- بورتلاند ترايل بلايزرز
- شارلوت هورنتس
- ميمفيس غريزليس
- مينيسيوتا تيمبر وولفز
- نيو أورلينز بيليكانز

## روابط خارجية
- دانتي كانينغهام على موقع إن بي أي (الإنجليزية)
- دانتي كانينغهام على موقع سبورتس رفرنس (الإنجليزية)
- دانتي كانينغهام على موقع كرة السلة الأوروبية.كوم (الإنجليزية)
- دانتي كانينغهام على موقع DraftExpress.com (الإنجليزية)
- دانتي كانينغهام على موقع كلية كرة السلة في سبورتس رفرنس.كوم (الإنجليزية)
- دانتي كانينغهام على موقع ريلجم (الإنجليزية)
- دانتي كانينغهام على موقع بروبوليرز (الإنجليزية)
- دانتي كانينغهام على موقع سبورتس رفرنس (الإنجليزية)